# شيمونتا
شيمونتا (باليابانية: 下ネタという概念が存在しない退屈な世界) رواية خفيفة يابانية من تأليف هيروتاكا اكاغي ورسم ايتو شيموتسوكي صدرت في عام 2012. واقتبست الرواية إلى مانغا في عام 2014. واقتبست إلى مسلسل أنمي من إنتاج جاي سي ستاف في عام 2015.

## القصة
في مستقبل ديستوبي، الحكومة اليابانية وضعت «قانون النظام والآداب العامة في تربية الطفل الصحية» والذي يمنع اللغة الخشنة والنكت القذرة في البلاد. ويتم اجبار المواطنين على ارتداء سوار مراقبة طوال الوقت، لضمان عدم مخالفة القانون. ينظم تانوكيشي أوكيوما إلى مجلس طلبة مدرسة الآداب العامة وحصل مؤخرًا على دعوة لمنظمة مكافحة المجتمع (SOX) و مؤسستها هي أيامي كاجو، العديد من الأعضاء انضموا إلى المنظمة نتيجة لابتزاز أيامي لهم، يشارك تانوكيشي في النهاية في أعمال بذيئة ضد أنّا رئيسة مجلس طلبة الموهوبين.

## الشخصيات
- تانوكيشي أوكيوما (奥間 狸吉)

مؤدي الصوت: يوسكي كوباياشي.
- أيامي كاجو (華城 綾女)

مؤدية الصوت: شيزوكا إيشيغامي.
- أوتومي ساوتومي (早乙女 乙女)

مؤدية الصوت: ساتومي أراي.
- كوسوري اونيغاشيرا (鬼頭 鼓修理)

مؤدي الصوت: يوي هوريه.
- هوكا فوا (不破 氷菓)

مؤدية الصوت: ساوري غوتو.
- آنا نيشيكينوميا (アンナ・錦ノ宮)

مؤدية الصوت: ميو ماتسوكي.
- تسوكيميجوسا أوبورو (月見草 朧)

مؤدية الصوت: سوميري أويساكا.
- صوفيا نيشيكينوميا (ソフィア・錦ノ宮)

مؤدية الصوت: ساياكا أوهارا.

## روابط خارجية
- شيمونتا على موقع ANN manga (الإنجليزية)